# Frederick William Frohawk

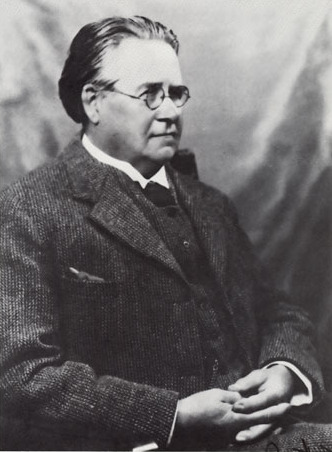
Frederick William Frohawk

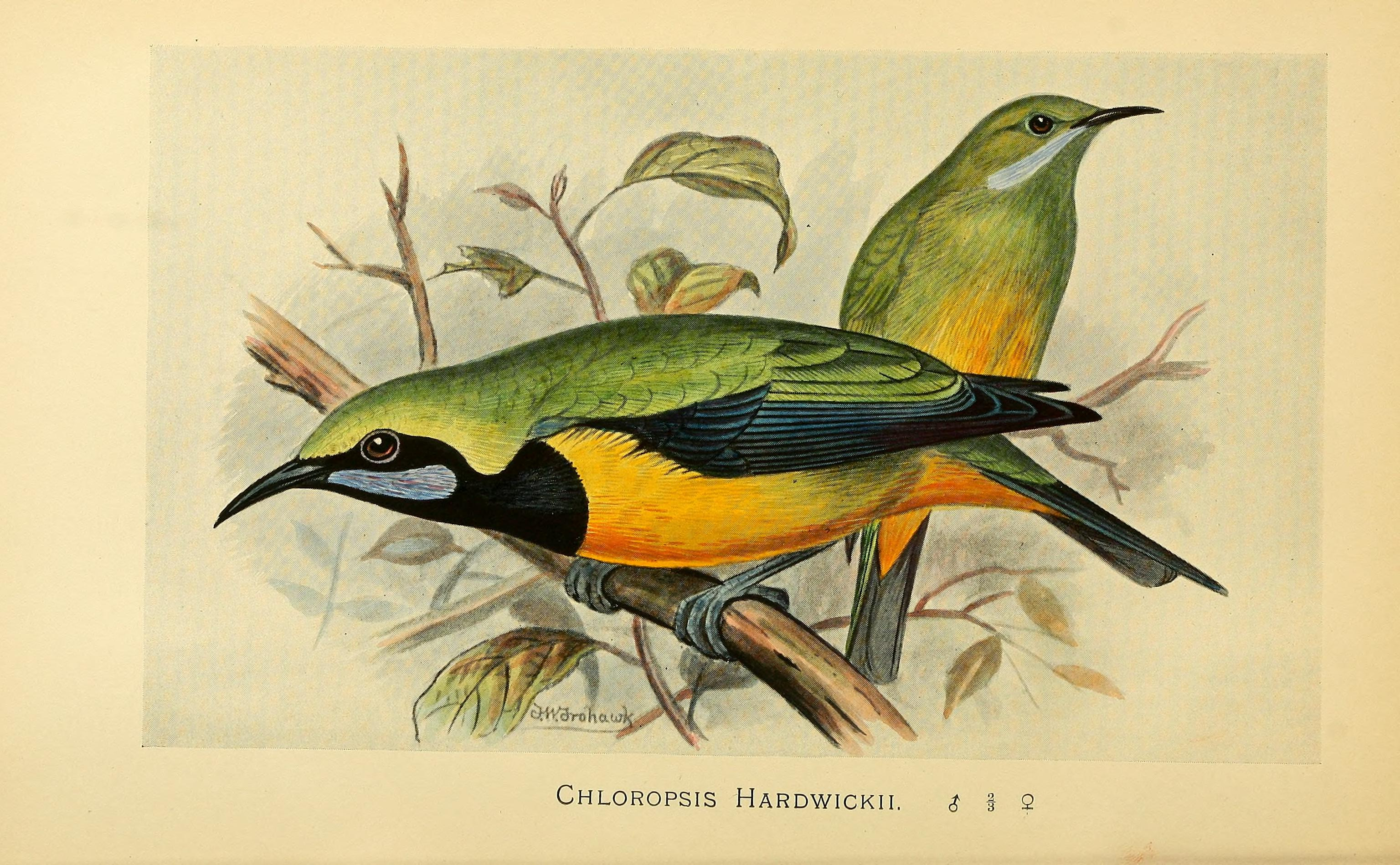
Frohawk: Chloropsis hardwickii, in: The Avicultural magazine (1896)

Frederick William Frohawk (* 16. Juli 1861 in Brisley Hall, East Dereham, Norfolk, England; † 10. Dezember 1946) war ein britischer Tierillustrator und Lepidopterologe.

## Leben und Wirken
Frohawk war der Sohn eines Landwirtes und das jüngste Kind in der Familie. Sein Interesse, Tiere zu zeichnen, wurde von der Mutter genährt und seine Faszination für Schmetterlinge begann, als er im Alter von sieben Jahren einen Gemeinen Heufalter fing. Als die Familie nach Great Yarmouth und später nach Ipswich zog, sammelte Frohawk viele interessante Schmetterlingsarten. Nach dem Tod des Vaters im Jahre 1873 zog die Familie nach Croydon und später nach South Norwood. Frohawk besuchte das Norwood College. Während dieser Zeit führte eine Typhuserkrankung zur Fastblindheit an einem Auge. 1880 zog die Familie nach Upper Norwood. Im Alter von 20 Jahren wurde Frohawk Zeichner beim Naturjournal The Field. Er machte die Bekanntschaft mit Walter Rothschild, der seine Arbeit förderte und später seine Schmetterlings-Aquarelle kaufte. Frohawk illustrierte zahlreiche Werke, darunter Aves Hawaiienses: The Birds of the Sandwich Islands von Scott Barchard Wilson und Arthur Humble Evans (1890–1899), Birds of the British Isles and their Eggs von Arthur Gardiner Butler (1898), für das er etwa 500 Zeichnungen anfertigte, und Extinct Birds von Lord Walter Rothschild (1907). Seine wenigen ornithologischen Artikel veröffentlichte er unter anderem in den Journalen Bulletin of the British Ornithologists’ Club, Ibis und Field. Des Weiteren verfasste Frohawk mehrere Bücher über britische Schmetterlinge, darunter The Complete Book of British Butterflies (1934), Varieties of British Butterflies (1938) sowie das zweibändige Standardwerk Natural History of British Butterflies (1924). 1927 war Frohawk aus Geldnot gezwungen, seine komplette Schmetterlingssammlung für £1000 an Lord Rothschild zu veräußern. Diese ist nun Teil des Walter Rothschild Zoological Museums in Tring. Im Jahr 1892 veröffentlichte Frohawk die wissenschaftliche Erstbeschreibung zur Laysan-Ralle (Zapornia palmeri).
1895 heiratete Frohawk Margaret Grant. Aus dieser Ehe gingen zwei Töchter hervor. Nach dem Margaret Grant 1907 verstarb, heiratete er 1909 Mabel Jane Hart Bowman. In dieser Ehe wurde die dritte Tochter Valezina geboren, die Frohawk nach einer dunklen Form des Kaisermantels (Argynnis paphia f. valesina) benannte.
1891 wurde Frohawk zum Fellow of the Royal Entomological Society und 1895 zum Member of the British Ornithologists’ Union gewählt. 1926 wurde er lebenslanges Ehrenmitglied der Entomological Society. 1946 wurde er in Headley, Surrey beerdigt. 1996 weihte seine Tochter Valezina im New Forest eine Gedenktafel, den sogenannten Frohawk Ride, ein.

## Werke
- Aves Hawaiienses. the birds of the Sandwich Islands. London 1890–1899 doi:10.5962/bhl.title.63344
- British birds with their nests and eggs. London 1896–1898 doi:10.5962/bhl.title.54473
- mit Arthur G. Butler: Birds of Great Britain and Ireland, Order Passeres, complete in two volumes. London 1907–1908 doi:10.5962/bhl.title.15357 doi:10.5962/bhl.title.8651
- Birds beneficial to agriculture. London 1919 doi:10.5962/bhl.title.48641